# اتحادیه فوتبال آلمان شرقی

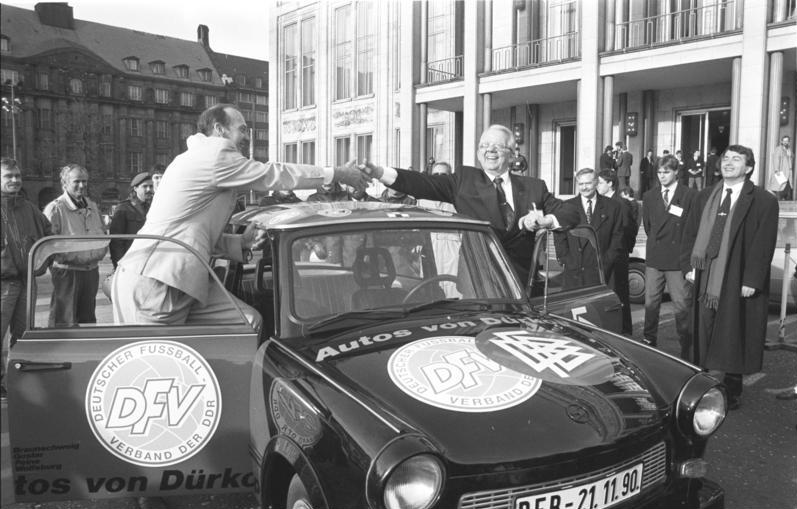
عکسی تاریخی از هدیه ای به مناسبت به هم پیوستن اتحادیه فوتبال آلمان شرقی (DFV) و اتحادیه فوتبال آلمان غربی (DFB)، نوامبر ۱۹۹۰.

اتحادیه فوتبال آلمان (DFV) فدراسیون فوتبال آلمان شرقی بود.

## تاریخچه
در ۳ ژوئیه سال ۱۹۵۰ «کمیته فنی فوتبال» در آلمان شرقی تحت پوشش کمیته ورزش آلمان شرقی تشکیل شد. فریتز گدیکه به عنوان اولین رئیس انتخاب شد. در دسامبر سال ۱۹۵۰ به «بخش فوتبال» تغییر نام داد. سال ۱۹۵۲ در فدراسیون جهانی فوتبال (فیفا) پذیرفته شد. در پانزدهم در ژوئن سال ۱۹۵۴، در بخش فوتبال بازل یکی از ۲۹ مؤسس یوفا بود. در هفدهم و هجدهم مه ۱۹۵۸ سرانجام اتحادیه فوتبال آلمان (DFV) در شرق برلین تأسیس شد. کورت استوف به عنوان اولین رئیس این اتحادیه انتخاب شد.
بزرگترین موفقیت DFV یا اتحادیه فوتبال آلمان شرقی پیروزی مقابل تیم منتخب آلمان غربی در جام جهانی ۱۹۷۴ با نتیجه ۱ بر ۰ با تیم آلمان شرقی (این تنها بازی مقابل یکدیگر در تاریخ هر دو تیم منتخب آلمان بود)، پیروزی مدال طلای المپیک مونترال در سال ۱۹۷۶ و پیروزی باشگاه فوتبال ماگدبورگ در جام برندگان جام اروپای ۱۹۷۴ از بزرگترین افتخارات این فدراسیون است.
تیم زیر ۲۱ آلمان شرقی در ۱۹۷۸ و ۱۹۸۰ نایب قهرمان اروپا شد. تیم ملی زیر ۱۹ سال آنها ۱۹۸۶ قهرمان اروپا در یوگسلاوی و زیر ۲۰ ساله‌های آنها ۱۹۸۷ در جام جهانی شیلی سوم شدند. تیم منتخب رده سنی جوانان زیر ۱۹ سال، ۱۹۸۸ بر سکوی دومی جهان ایستاد و تیم زیر ۲۰ سال این کشور ۱۹۸۹ در مسابقات جام جهانی عربستان به مقام سوم رسیدند.
لیگ برتر آلمان شرقی اوبرلیگا بود. جام اف دی جی بی به عنوان یک رقابت رسمی در جام حذفی کشور برگزار می‌شد. در رده‌بندی کلی تاریخ این لیگ باشگاه فوتبال کارل زایس ینا بالاتر از بقیه قرار دارد، حتی بالاتر از دینامو برلین پرافتخار با ده عنوان قهرمانی.
پس از اتحاد مجدد آلمان، این فدراسیون با تصمیم انجمنی در ۲۰ نوامبر ۱۹۹۰ در شهر لایپزیگ منحل و با فدراسیون آلمان بزرگ ادغام شد. در آن زمان ۳۹۰۰۰۰ عضو در ۴۴۱۲ باشگاه با ۱۷۰۰۰ تیم تحت پوشش فدراسیون فوتبال آلمان شرقی بودند. آنها در اتحادیه فوتبال آلمان و اتحادیه تازه تأسیس فوتبال شمال شرقی آلمان (NOFV) پذیرفته شدند.

## رئیس‌های فدراسیون
- فریتز گدیک
- هاینز شوبل
- کورت استوف
- هلموت ریدل
- گونتر اشنایدر
- گونتر ارباخ
- هانس-جورج مولدنهاور

## دبیران
- اریش جهانسولر
- جوزف کام
- کورت میچالسکی
- گونتر اشنایدر
- ورنر لمپرت
- کارل زیمرمن
- ولفگانگ اسپیتزنر
- کلاوس پیترسدورف[۱]

## پیوندهای وب
- Video: "Das war gar nicht so einfach" – Fritz Gödicke und der Fußball in der DDR. Institut für den Wissenschaftlichen Film (IWF) 2007, zur Verfügung gestellt von der Technischen Informationsbibliothek (TIB), doi:10.5446/19126.